# Chùa Phi Lai
Chùa Phi Lai là một tự viện danh tiếng của đạo Tứ Ân Hiếu Nghĩa và là một di tích lịch sử cấp quốc gia tại xã Ba Chúc, tỉnh An Giang, Việt Nam.

## Vị trí, nguồn gốc, thờ cúng
Chùa Phi Lai nằm đối diện chùa Tam Bửu, tổ đình của đạo Tứ Ân Hiếu Nghĩa, cách núi Tượng khoảng 200m về hướng Đông, thuộc xã Ba Chúc, tỉnh An Giang.
Chùa do Ngô Lợi cùng với tín đồ xây dựng vào ngày 19 tháng 1 năm 1877. Và giống như chùa Tam Bửu, chùa Phi Lai còn phải trùng tu vài lần vì bị thực dân Pháp đến đốt phá (Đạo nạn), mới có được diện mạo như ngày nay.
Theo Sơn Nam: Chùa Phi Lai ở núi Tượng là điện, thờ đấng tối cao là Ngọc Hoàng Huyền khung Cao thượng đế, tượng trưng với tấm vải đỏ, không hình tượng (gọi trần điều). Một bàn thấp hơn dành cho "tứ đại thần châu", tức bốn hòn đảo của cõi tiên. Đúng là tu tiên, đạo Lão...Đạo Phật cổ truyền, với từ bi bác ái, làm lành lánh dữ không đủ sức mạnh thúc giục tín đồ đứng lên võ trang khởi nghĩa. Phải thêm bùa phép, (nhưng) quanh quẩn chỉ là "sái đậu thành binh", "tận thế", "súng bắn không lủng", "âm dương ngũ hành", bùa phép Năm ông...Người dân mất nước đã phản ứng trước những gì thực dân đem đến...

## Thảm sát

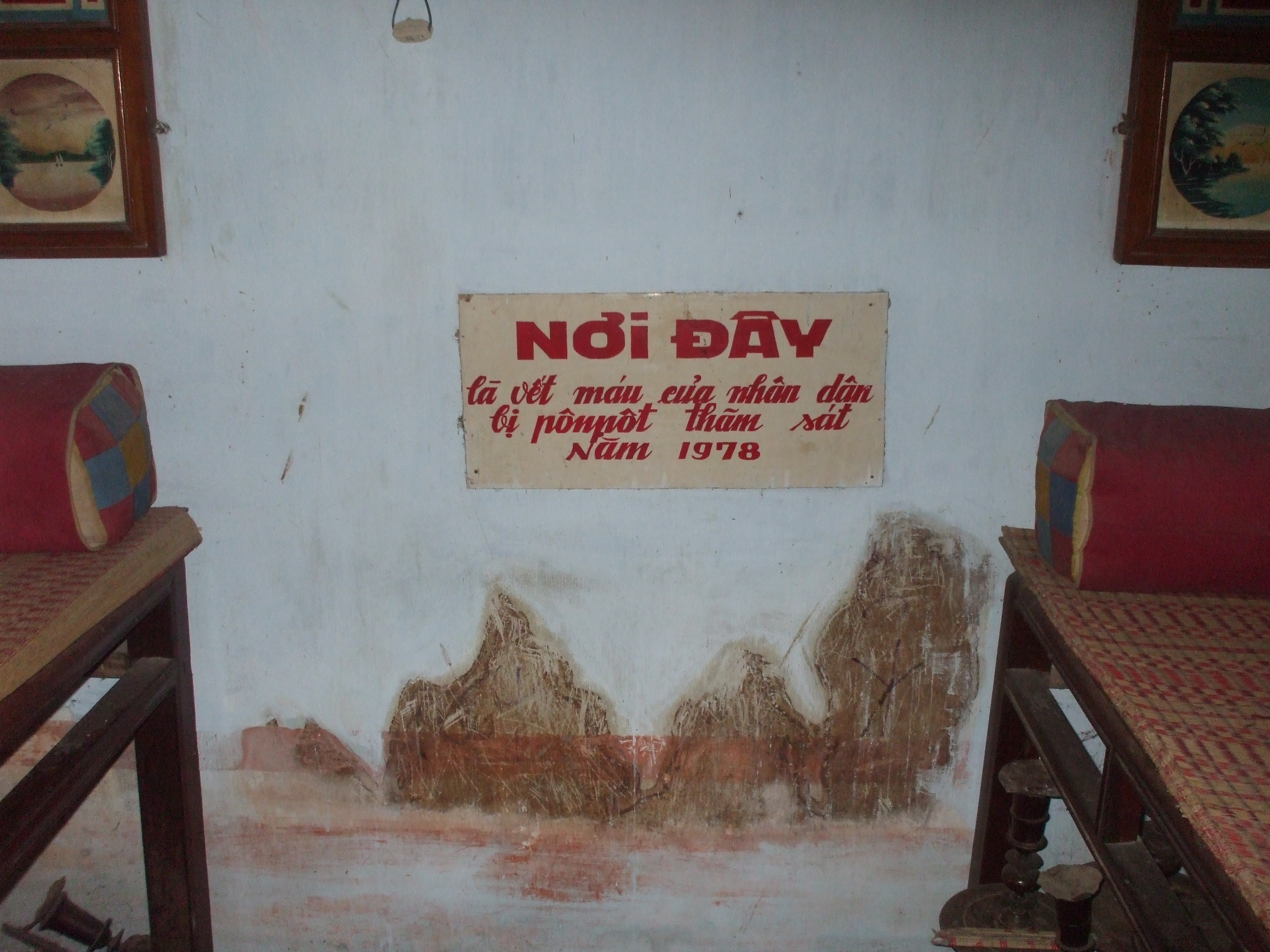
Một trong những vết máu trên tường chùa Phi Lai.

Ba giờ chiều ngày 20 tháng 4 năm 1978, nhằm ngày rằm tháng 3 năm Mậu Ngọ, quân đội của Pôn Pốt (Campuchia) vượt biên giới, tràn vào chùa Phi Lai. Quân Pôn Pốt bắn xối xả, tung lựu đạn giết chết tại chỗ hơn 80 người. Những người dân hốt hoảng tháo chạy ra cửa, bị quân Pôn Pốt dùng cây đập vào đầu hoặc bắn chết hơn 100 người nữa. Có 40 người đang ẩn trốn dưới bàn Phật, cũng bị tung lựu đạn làm chết 39 người, chỉ một phụ nữ còn sống sót nhờ nép trong góc và nhờ những xác người che chắn.
Sau khi chạy lánh nạn, ngày 30 tháng 4 năm 1978, người dân Ba Chúc gồng gánh trở về. Vào chùa Phi Lai, họ thấy rất nhiều vết máu in trên tường vách. Phía trước chính điện, máu lẫn nước vàng cao 0,2m. Khắp nơi mùi tử khí bốc lên nồng nặc, bởi rất nhiều xác chết nằm ngồi đủ kiểu, đang thối rữa...
Theo Bia Căm thù Ba Chúc, số người bị thảm sát là 3.157 người dân thường. Một số bị giết ở các chùa, một số bị giết ở nhiều nơi khác.
Hiện nay Nhà Mồ Ba Chúc trưng bày 1.159 bộ hài cốt, số còn lại đã được thân nhân đem chôn, hoặc nằm lại trong những hang sâu trên núi Tượng...…

## Di tích
Vào ngày 10 tháng 7 năm 1980, chùa Tam Bửu, chùa Phi Lai và Nhà Mồ, là ba điểm tiêu biểu nằm trong Khu chứng tích tội ác diệt chủng Pôn Pốt, tại Ba Chúc, được nhà nước Việt Nam công nhận là di tích lịch sử cấp quốc gia.